# Punxó
|  | Per a altres significats, vegeu «Punxó (escacs)». |

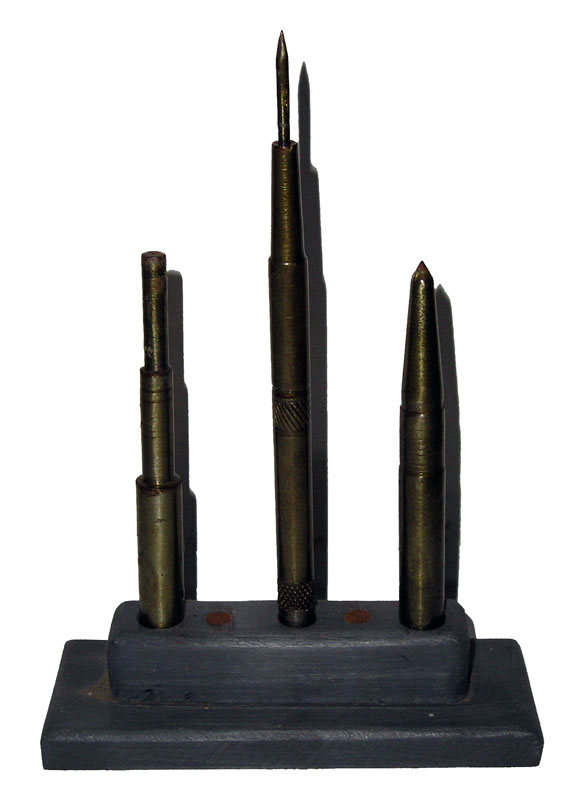
Punxons

Un punxó és un instrument d'acer d'alta duresa, de forma cilíndrica o prismàtica, que en a l'extrem o boca hi té una figura en relleu, la qual, clavada per pressió o percussió, queda impresa a l'encuny de monedes, medalles, botons o d'altres peces semblants.
És definible també com un petit prisma d'acer a la superfície del qual hi ha gravat en relleu l'ull d'una lletra o signe, i que es fa servir per a l'obtenció d'una matriu que serveix per a fondre una lletra, signe o vinyeta.
És una eina propia dels picadors de pedra que ha adoptat recentment els margers per adobar més acuradament la pedra, especialment per fer cantoneras i marges enqueixalats, i que substitueixen el martell de punta.

## Tipus de punxó
Hi ha punxons que són punxeguts, que serveixen per iniciar forats en materials que no siguin molt durs, cuir per exemple i
Hi ha punxons de cap cilíndric que s'utilitzen bàsicament per amagar el cap dels claus en fusteria o per extreure passadors que hi pugui haver en peces acoblades a eixos quan es procedeix a desmuntar-les.
Hi ha punxons per les artesanies tradicionals del metall en què es realitzen adorns o es posen lletres mitjançant l'estampació a martell, com en joieria (especialment les particions d'argenteria), per a l'armeria tradicional tant d'armes blanques com de foc, o per al gravat en buit que és el que es fa servir per a realitzar medalles i monedes.
També hi ha punxons per les artesanies del cuir, en particular adorns i daurats en l'enquadernació.

## Punxons d'impremta

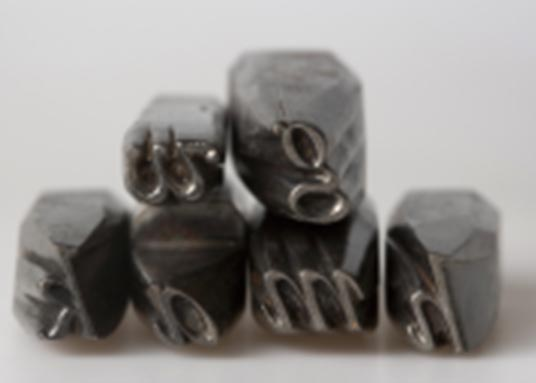
Punxons de la Imprenta Real, Espanya,. Gabinet de les Arts Gràfiques de Barcelona

En el procés tradicional de  fabricació de tipus d'impremta , el punxó és l'original gravat en acer per a l'estampació de les matrius, petites peces metàl·liques que van en els motlles dels tipus i que porten la forma en relleu de la lletra. En el punxó s'hi gravava o "obria" el disseny, invertit ja que la matriu havia de quedar en posició natural per produir un tipus al seu torn invertit.
Es gravava un punxó almenys per a cada lletra o signe i cada mida, de manera que l'esforç de realitzar un joc complet estava a l'abast de pocs per la inversió necessària. A més, la tecnologia no era d'ús corrent fora d'unes poques artesanies del metall, algunes de valor estratègic com el gravat de monedes, i sempre amb períodes d'aprenentatge molt llargs. Per això molt pocs estaven capacitats per a acomplir aquesta tasca; en general procedien del gravat de monedes, joies (com el mateix Gutenberg) o d'armes. Els  gravadors  de punxons per lletres s'anomenaven també  obridors  (de lletres, o de punxons o matrius).
Gravar punxons d'acer requeria comptar amb acers de qualitat, i sotmetre'ls a un procés molt difícil, que podia suposar la destrucció de la peça. Primer es sotmetia a un tractament tèrmic de reblaniment (recuita). Després eren gravats en tots els seus detalls a la mida natural mitjançant eines de gravat com llimes i burins, i mitjançant l'ajuda de lupes. Finalment se sotmetien a un enduriment o tremp. La major part d'aquestes tècniques eren secrets de l'ofici.

## Fabricació de punxons en l'actualitat

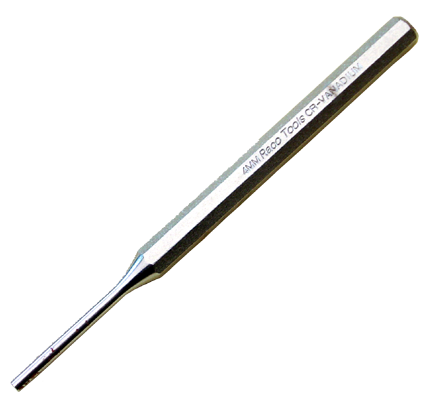

Actualment els punxons per marcar materials durs es fabriquen a partir de cilindres mecanitzats amb la forma del punxó, en acer 1.2379 ja temperats a 62 HRc. Es disposen diverses mesures i formes estandarditzades segons el seu ús, des de grans i rectes per marcar peces robustes fins prims amb ranura per marcar interiors d'anells de joieria.
Aquest punxó anònim, es grava amb la marca requerida mitjançant l'ús és un elèctrode de coure electrolític gravat amb la marca en baix relleu al dret. Aquest elèctrode és electroerosió
 mitjançant l'ús d'una màquina d'electroerosió (EDM) sobre el cap del punxó, i el gravat en alt relleu i a l'inrevés.
Per als punxons marcar materials tous com pot ser el cuir o la pell, es grava directament sobre un punxó de material Black Delrin, un material tècnic de tipus Nylon, mitjançant l'ús d'una fresadora CNC d'alta precisió, que permet un cost molt baix i una durabilitat acceptable per a treballs de sèries mitjanes.

## Els punxons als museus
El Gabinet de les Arts Gràfiques de Barcelona (GAGB) atresora una important col·lecció de punxons, entre moltes altres peces referides al món de la impressió. Els fons d'aquest Gabinet procedeixen de l'extingit Museu d'Arts, Indústries i Tradicions Populars (1942-1968) que el 1974 va rebre el nom de Museu del Llibre i de les Arts Gràfiques. Actualment, el Gabinet de les Arts Gràfiques està integrat al Disseny Hub Barcelona i les seves col·leccions s'instal·laran al nou edifici de la plaça de les Glòries.
L'any 2010, en ocasió de l'exposició Imprenta Real. Fuentes de la Tipografía Española a la Biblioteca Nacional a Madrid, el GAGB va mostrar 117 punxons, matrius i tipus tipogràfics Gran Canon que havien estat fetes per Jerónimo Antonio Gil al segle xviii.